# 陶玛西亚区

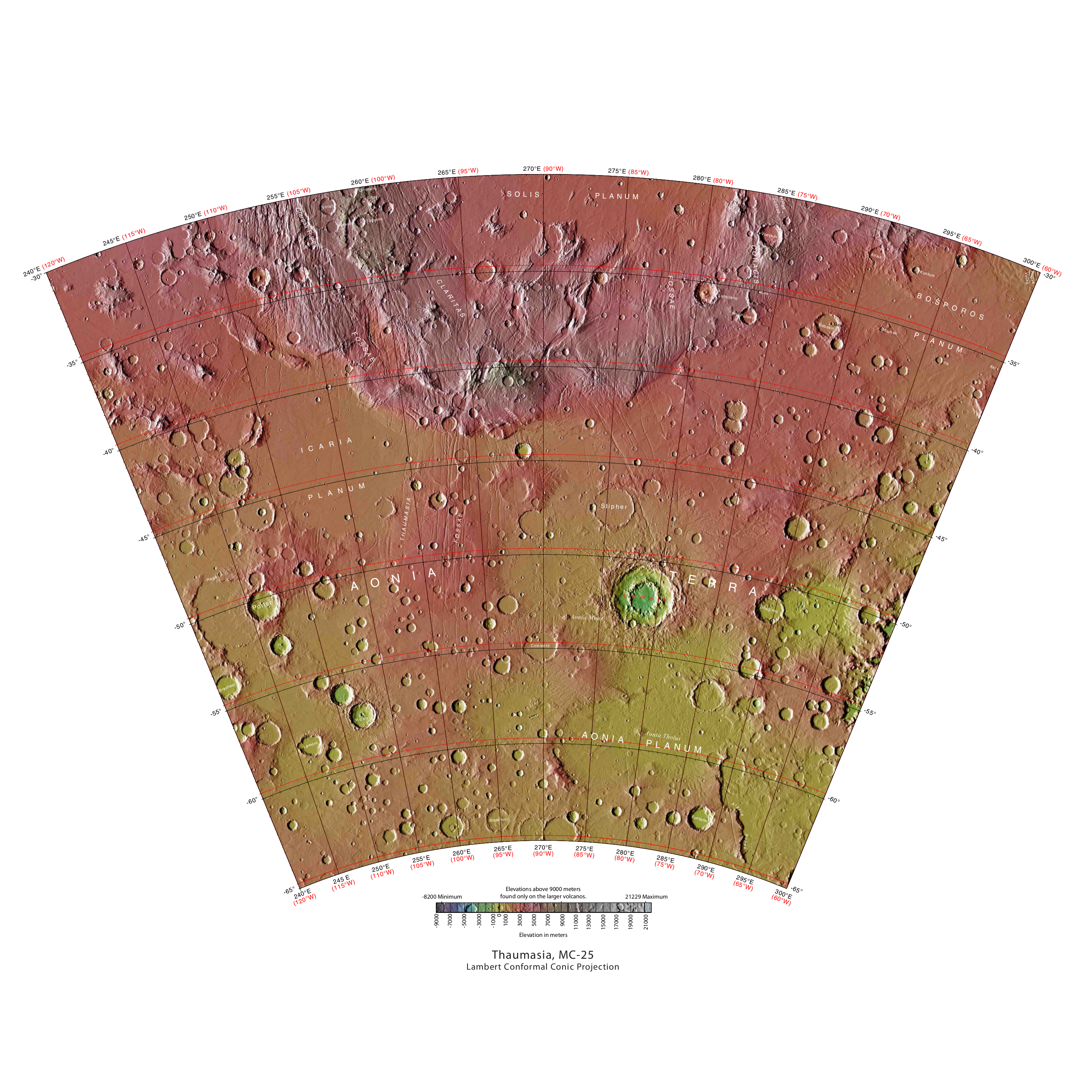
陶玛西亚区

陶玛西亚区是美国地质调查局太空地质学研究计划（Astrogeology Research Program）对火星表面划分的30个区域之一，编号为MC-25。
陶玛西亚区覆盖了火星西经60°至120°、南纬30°至65°的区域。